# Beats!
Beats! ist ein Musical/musikdramatisches Werk von Axel Goldbeck (Musik), Diane Weigmann (Songtexte) und Johannes Maria Schatz (Buch) in zwei Akten. Das Musical wurde anlässlich des hundertjährigen Bestehens des Theaters Hagen uraufgeführt.

## Inhalt
Eigentlich sollten sorgenfreie Sommerferien auf die Jugendlichen warten. Doch plötzlich flattert ein Brief ins Haus: Das Jugendzentrum soll wegen fehlender Geldmittel in wenigen Wochen geschlossen werden. Gillan, der Leiter des Jugendtreffs, entschließt sich zu einem kühnen Rettungsversuch: Seine jungen Bandmusiker und Hip-Hop-Tänzer sollen mit Jugendlichen der Partnerstadt – klassischen Musikerinnen und Ballett-Tänzerinnen – ein großes Live-Konzert auf die Beine stellen. Der Crossover findet aber nicht nur zwischen diesen grundverschiedenen musikalischen Welten statt. Die Jugendlichen kommen zudem aus ganz unterschiedlichen Milieus. Eine dumme Wette, Hormone, die verrückt spielen und eine eifersüchtige Ex-Liebhaberin machen das Chaos komplett. Altrocker Gillan hat alle Hände voll zu tun, die Jugendlichen zu diesem kühnen Musik- und Tanzprojekt zu vereinen und das von der Schließung bedrohte Jugendzentrum zu retten.

## Songtitel

### Erster Akt
1. Opening
2. Bis tief in die Nacht
3. Wetten wir
4. Das ist nicht meine Welt
5. In diesem Moment
6. In der perfekten Welt
7. Nicht anders als du
8. Heul doch
9. Mein Herz schlägt im Gleichtakt
10. Sing diesen Blues
11. Make some Moves
12. A Little Lovesong
13. Respect
14. Unerwartet gut
15. Ich wart’ auf dich
16. Finale I

### Zweiter Akt
1. Auf der Suche nach Licht I
2. Auf der Suche nach Licht II
3. Du willst es doch auch
4. Im freien Fall
5. BEATS!
6. Heul doch – Reprise
7. BEATS! – Die Liebe zur Musik

## Uraufführung
Am 14. April 2012 fand die Uraufführung im großen Haus des Theaters Hagen statt, das Musical wurde in der Folge während der Spielzeit 2011/12 siebenmal aufgeführt. Es spielte das Philharmonische Orchester Hagen.
Inszenierung: Thilo Borowczak; Musikalische Leitung: Steffen Müller-Gabriel; Choreographie: Ricardo Fernando; Bühnenbild: Jan Bammes; Kostümbild: Christiane Luz; Maskenbild: Ronald Bomius; Co-Regie: Robert Schartel.

## Besetzung
Lara: Lisa Gonscherowsky; TC: Luc Packlidat; Alani: Carolin Vogel; Floh: Wioleta Czebotorowicz; Thessa: Joanna Baker; Fabi: Claudio Fisicaro; Maja: Nadine Floer; Ina: Saskia Ehrenthal; Kim: Anastasia Erbeling; Crush: Pascal Bülow; Giovanni: Nevio Grasso; Achim: Ioakim Iliadis; Philipp: Dennis Groß; Sophia: Nathalie Schäfer; Carla: Sabrina Steinkühler; Lea: Melina Fuhrmann; Hanna: Janine Göbbels; Emma: Vanessa Barthl; Gillan: Robert Schartel und Ensemble.

## Kritiken
„Frischer Wind im Opernhaus“

„Die Geschichte ist ein Klassiker: Musik verbindet über Grenzen hinweg, gemeinsames Musizieren macht stark. In „Brassed Off“ und bei den „Kindern des Monsieur Mathieu“ funktioniert das. Bei „Beats!“ funktioniert es noch besser, noch authentischer.“

„Der soziale Crossover auf der Bühne spiegelt sich auch in der von Axel Goldberg komponierten Musik wieder [sic]: Pop-Melodien und Orchester-Arrangements sind die Grundzutaten, dazwischen finden Rap und Latin-Grooves genauso Platz wie ein zeitloser Blues.“